# Probezzia fairchildi
Probezzia fairchildi är en tvåvingeart som beskrevs av Wirth 1994. Probezzia fairchildi ingår i släktet Probezzia och familjen svidknott.
Artens utbredningsområde är Florida. Inga underarter finns listade i Catalogue of Life.